# Christophe Ronel
Pour les articles homonymes, voir Ronel (homonymie).
Christophe Ronel, né en 1964 à Rouen, est un artiste peintre français.

## Biographie
Il est initié très jeune à la peinture par son père, le peintre Marcel Laquay. Agrégé en arts plastiques, il enseigne à l'École nationale supérieure des arts appliqués et des métiers d'art Olivier de Serres à Paris à partir de 1990.

## Expositions
Il a participé à des expositions en France et à l'étranger, aussi bien dans les galeries qu'en centres culturels et musées.
Ses toiles ont notamment été exposées au château de Vascœuil, à l'abbaye de Cercanceaux, au Palais Bénédictine de Fécamp, à l'Hôtel de Région de Rouen, aux Archives de Chartres, au Conseil général de la Seine-Maritime, dans la collection Brittany Ferries et au musée de Nice, au musée Bourdelle, Paris, au musée de la Poste, Paris, au musée des Beaux-Arts du Havre, de Louviers, de Châteauroux, de Chartres, de Brive, d’Aix-en-Provence, de Gérone, de Sarajevo, de Shanghai, au centre d'art et de culture de Taegu en Corée, de Sarria, en Espagne, dans les musées japonais : Matsumoto, Fukuoka, Nagano, au Forum international de Tokyo, au Aoyama Spiral Hall de Tokyo, au Musée national de Chine à Pékin et au Musée national chinois de Tianjin.
Christophe Ronel a participé a de nombreux salons et biennales : Salon de mai Grand Palais Paris, Grands et Jeunes Grand Palais Paris, Comparaisons Grand Palais Paris, Art en Capital Grand Palais Paris, Salon d'automne, Groupe 109 Grand Palais Paris, Art Paris, Saga, Linéart Gand, SIMAA Foire de Beyrouth, Biennale internationale de Pékin, Artelys Bourg-en-Bresse, Start Foire de Strasbourg.

## Distinctions et prix
Il a obtenu le prix de la Marine nationale au Salon de la Marine en 1985, la médaille d'or au Salon des artistes français en 1993, le premier grand prix du Salon d'automne de Paris en 1998, le grand prix du Salon des artistes normands au Salon de Rouen en 2002, le prix Rugale Michailov de la Fondation Taylor en 2004.
Christophe Ronel a été invité d'honneur au Salon international Art Actuel à Tokyo, au Salon de Masny, Rouen, Siège du Groupe AXA - Château de Belbeuf, Le Mesnil-Esnard, Bois-Guillaume, Bonsecours, Canteleu, Notre-Dame-de-Gravenchon, Le Chesnay, Étampes, Viroflay, Maurepas, etc.
Ses œuvres figurent dans diverses collections publiques et privées en France, Belgique, Pays-Bas, Allemagne, Autriche, Suisse, Italie, Maroc, Liban, États-Unis, Canada, Brésil, Australie, Singapour, Japon et aux Émirats Arabes Unis.

## Illustrateur
Il a participé à plusieurs livres :
- L'abécédaire a besoin d'air, 2004.
- Michel Robakowski (ill. Christophe Ronel), Le Passager de Rouen : Poèmes sous le triangle abat-jour de la cathédrale, Darnétal, Petit à petit, 2004, 64 p. (ISBN 2-84949-011-3).
- Les traces du ciel (contes du Burkina Faso), Bernard-Germain Lacombe, Christophe Ronel, Paris, L'Harmattan, mai 2011  (ISBN 9782296545106)
- Peintures, dessins, bois découpés, monographie, Mont-Saint-Aignan, 2006.
- Christophe Ronel, L'Asie en zig zag, Rouen, Point de vues, 2018, 120 p. (ISBN 9782371950313).

## Collaborations
En 2013, Christophe Ronel s'est associé à l'entreprise Bosmy normaclo pour créer une collection de clôtures, portails et totems composée de motifs multi-ethniques en métal découpé.